# Prince Patrick Island

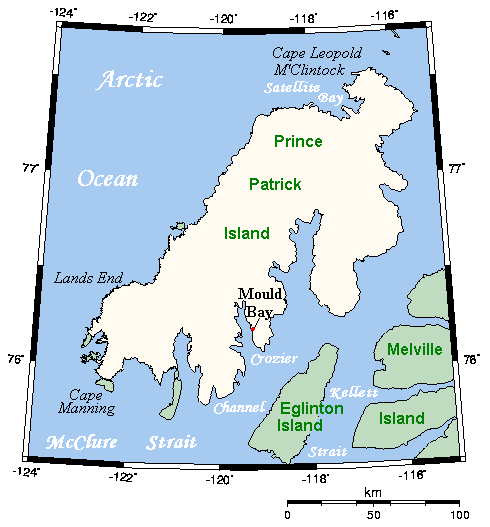
Prince Patrick Island

Prince Patrick Island är en arktisk ö i Northwest Territories, Kanada, den västligaste av Queen Elizabeth Islands (tidigare Parryöarna)
Ön har en yta på 15 848 km²
Prince Patrick Islands norra del är ständigt nedisad.